# Pop (Aiko Kayō)
Pop (reso graficamente come P♡P) è il secondo album in studio della cantante giapponese Aiko Kayō, pubblicato il 6 giugno 2007 dalla Avex Trax.

## Tracce
1. ☆HOME MADE STAR☆ ~Aiko Kayo No THEME~
2. Yuuki No Chickara
3. Solitude
4. Orange Road
5. Cosmic Cosmetics
6. Eyes
7. Katagoshi No Koi Wo Tsunai De
8. Runaway Girl
9. Destiny ~Mirai To Iu Na No Monogatari~
10. Monday Morning Blue
11. Callin' ~Boku Wo Yobu Koe~
12. Yakusoku no ki no shita de...
13. Aiko Kayo ~♡ To Heart~